# 索尼克世代
《索尼克世代》是一款由世嘉發行的索尼克系列平台遊戲。世嘉分別在2011年11月1日、3日和22日在北美推出其主機（PlayStation 3、Xbox 360)，電腦（Microsoft Windows）及掌機（3DS）版本。而在緊接的一個月中，其他地區的版本也隨之推出。《索尼克世代》除了是索尼克系列中第一款能提供3D影像的遊戲之外，亦是興祝索尼克二十歲生辰的週年大作，專注於回顧索尼克過去二十年的歷史。
在日本，內容一致的主機及電腦版本稱之為《索尼克世代 白之時空》，而內容與主機及電腦版本不一樣的掌機版本則稱之為《索尼克世代 湛藍冒險》。在日本以外的地區，三個版本統稱為《索尼克世代》，並沒有著意區分。但是，為了清楚區別主機及電腦版本和掌機版本的分別以方便理解，本條目將依照日本把主機及電腦版本稱之為《白之時空》，而掌機版本則稱之為《湛藍冒險》。

## 遊戲概要
本作根據索尼克系列20年來的主要時段分為三個章節，Classic、Dreamcast和Modern，而每個章節又有兩個或三個關卡(Zones)。這些關卡全部都是相應時段的代表作，例如《湛藍冒險》的 Classic 章節有 賭場星夜，而《白之時空》的 Dreamcast 章節則有 逃亡都市。 
在所有關卡中，玩家都能夠選擇經典索尼克（Act1）或現代索尼克（Act2）去闖關，但經典、現代索尼克的玩法並不一樣，而《白之時空》和《湛藍冒險》的經典或者是現代索尼克玩法又互不相同。兩者玩法的分別將由以下的文章詳述。

### 《白之時空》概要
在《白之時空》中，經典索尼克的玩法與Mega Drive年代的索尼克遊戲相近，是採用2.5D横板捲軸過關的（即是玩家在一個3D的環境只能操控索尼克向上、下、左、右方向移動，而不能使其向前或後移動）。索尼克的操作方式和物理特性也和當時相近，有经典的攻擊方式 Spin Attack和 Spin Dash。最後，也和當年一樣有箱型的Power-up，如典型的生命值+1。
而現代索尼克的玩法則沿用《音速小子 世界大冒險》和《索尼克繽紛色彩》的設計，關卡是融合了2.5D横板捲軸和3D的，而技能則有衝刺（Boosting）和Homing Attack。不過，《白之時空》的現代索尼克部分增加了和經典索尼克部分一樣的箱型Power-up。

### 《湛藍冒險》概要
遊戲的 3DS 版被命名為《索尼克世代：青之冒險》，於 12 月 1 日發售。3DS 版包含了與其他版本不同的許多關卡，例如來自《音速小子3 索尼克與納克魯斯》的 Mushroom Hills。遊戲的方式也皆採用橫板過關，而不附帶 3D 追尾模式。兩個索尼克的不同之處在與現代索尼克更加接近《索尼克衝刺》，而經典索尼克則復刻 MD 時代的操作方式。 本作不附帶技能商店，遊戲的技能可以過關解鎖。與家用機版不同，遊戲有一個特殊的隱藏關卡，類似於《索尼克英雄》，玩家可以透過這一方式收集混沌翡翠。遊戲共計有 90 個任務，任務不影響通關，但必須透過解鎖方可進行。解鎖的方式除了成績與遊戲進度達到一定要求外，還要運用 3DS 的一些特別功能，比如 Street Pass，以及遊戲幣等。遊戲包括了 Wi-Fi 及線上模式，可以讓兩名玩家同場競技。

## 關卡與BOSS
除了Green Hill之外，《白之時空》和《湛藍冒險》都有各自獨有的關卡，如下表所示：
| 關卡列表                  | 關卡列表        | 關卡列表                      | 關卡列表        |
| 白之時空                  | 白之時空        | 湛藍冒險                      | 湛藍冒險        |
| 關卡                      | 源自遊戲        | 關卡                          | 源自遊戲        |
| ------------------------- | --------------- | ----------------------------- | --------------- |
| Classic 章節              |                 |                               |                 |
| 碧山（Green Hill）        | 音速小子        | 碧山（Green Hill）            | 音速小子        |
| 化工廠（Chemical Plant）  | 音速小子2       | 賭場星夜（Casino Night）      | 音速小子2       |
| 天空聖所（Sky Sanctuary） | 音速小子3       | Mushroom Hill                 | 音速小子3       |
| Dreamcast 章節            |                 |                               |                 |
| 高速公路（Speed Highway） | 索尼克大冒險    | Emerald Coast                 | 索尼克大冒險    |
| 逃亡都市（City Escape）   | 音速小子大冒險2 | 激進公路（Radical Highway）   | 音速小子大冒險2 |
| 海濱山（Seaside Hill）    | 索尼克群英會    |                               |                 |
| Modern 章節               |                 |                               |                 |
| 危機城市（Crisis City）   | 音速小子 2006   | Water Palace                  | 索尼克衝刺      |
| 盧夫特普朗（Rooftop Run） | 索尼克世界冒險  | 热带度假村（Tropical Resort） | 索尼克 繽紛色彩 |
| 派勒那威斯（Planet Wisp） | 索尼克 繽紛色彩 |                               |                 |

除此之外，《白之時空》和《湛藍冒險》的BOSS列表也是並不完全一様：
| BOSS列表                          | BOSS列表        | BOSS列表                          | BOSS列表        |
| 白之時空                          | 白之時空        | 湛藍冒險                          | 湛藍冒險        |
| BOSS                              | 源自遊戲        | BOSS                              | 源自遊戲        |
| --------------------------------- | --------------- | --------------------------------- | --------------- |
| 金屬（Metal Sonic）               | 音速小子CD      | 金屬（Metal Sonic）               | 音速小子CD      |
| 蛋頭末日機器人（Death Egg Robot） | 音速小子2       | Big Arm                           | 音速小子3       |
| 刺蝟夏特（Shadow the Hedgehog）   | 音速小子大冒險2 | 刺蝟夏特（Shadow the Hedgehog）   | 音速小子大冒險2 |
| 完美卡歐斯（Perfect Chaos）       | 索尼克大冒險    | 生化蜥蜴（Biolizard）             | 音速小子大冒險2 |
| 刺蝟希爾弗（Silver the Hedgehog） | 音速小子 2006   | 刺蝟希爾弗（Silver the Hedgehog） | 音速小子 2006   |
| 蛋頭龍騎兵（Egg Dragoon）         | 索尼克世界冒險  | Egg Emperor                       | 索尼克群英會    |
| 時間侵蝕者（Time Eater）          |                 | 時間侵蝕者（Time Eater）          |                 |

## 評價
根據世嘉官方統計數字，直至2012年3月31日為止，《索尼克世代》的三個版本在全球共售出了1,850,000片。另外，大多數電子遊戲評分網站也給予它正面的評價，例如評分整合網站GameRankings便分別給予其PS3、Xbox360、PC及3DS版本78.91%、78.67%、78.17%和70.93%。而另一評分整合網站Metacritic則給76/100、77/100、77/100和67/100。

## 外部連結
- 官方网站 （英文） (已失效)
- 官方网站 （日語） (需要 Flash 支持)